# Marilyn Farquhar
Marilyn Gist Farquhar (Tulare, Estados Unidos, 11 de julio de 1928-La Jolla, San Diego, 23 de noviembre de 2019) fue una patóloga y bióloga celular, profesora estadounidense de Medicina Celular y Molecular y Patología, así como presidente del Departamento de Medicina Celular y Molecular de la Universidad de California en San Diego Escuela de Medicina, quien anteriormente trabajó en la Universidad de Yale de 1973 a 1990. Ganó el E. B. Wilson Medal y el FASEB Excellence in Science Award. Estuvo casada con el Premio Nobel, George Emil Palade, desde 1970 hasta su muerte en 2008. Su investigación se centró en el control del tráfico de membranas intracelulares y la patogénesis molecular de las enfermedades renales autoinmunes. Realizó varios descubrimientos en la investigación biomédica básica, entre los que se incluyen: mecanismos de la enfermedad renal, organización de las funciones que unen las células entre sí y mecanismos de las secreciones.

## Primeros tiempos
Marilyn Farquhar nació el 11 de julio de 1928 y se crio en la comunidad agrícola del Valle Central de Tulare, California. Su padre era de una familia pionera y trabajaba como agente de seguros y agricultor, y pasaba su tiempo libre escribiendo novelas. Su madre también era de una familia pionera y había comenzado la universidad, pero tuvo que regresar a casa antes de completar su título. Farquhar atribuía su deseo de seguir una carrera en medicina y biología a la amiga de su madre, Frances Zumwalt, que era pediatra.

## Educación y carrera
Farquhar recibió su licenciatura en zoología y patología experimental de la Universidad de California, Berkeley. Después de graduarse, Farquhar fue admitida en la facultad de medicina de la Universidad de California, Berkeley. En 1951, Farquhar se casó con un estudiante de medicina, con quien tuvo dos hijos. Sin embargo, después de dos años de escuela de medicina, Farquhar cambió a un programa de doctorado donde completó su título en patología experimental en 1955. Farquhar colaboró más adelante con la Universidad de Minnesota como investigación para estudiar biopsias renales, donde fueron los primeros en ver patología glomerular a nivel de microscopio electrónico. En 1958, dejó la Universidad de California, San Francisco para realizar un trabajo postdoctoral como investigadora asociada en biología celular en la Universidad Rockefeller bajo George Palade. En ese momento, muchos pioneros de la biología celular habían trabajado o estaban trabajando en este laboratorio, donde se hacían nuevos descubrimientos casi todos los días gracias a la reciente innovación del microscopio electrónico. George Palade estaba trabajando en el Glomérulo renal en ese momento y le proporcionó a Farquhar entrenamiento formal en el campo de la biología celular. Juntos, Farquhar y Palade nombraron las uniones estrechas y las uniones adheridas. Desde entonces, Farquhar continuó estudiando las intersecciones en los podocitos.
Después de dejar Rockefeller en 1962, estableció su propio laboratorio en la Universidad de California en San Francisco donde se convirtió en Profesora de Patología. Su laboratorio se centró en el uso de trazadores y citoquímica para investigar el proceso de secreción en células pituitarias y leucocitos. Este trabajo dio lugar a la primera descripción de la crinofagia, proceso por el cual los gránulos secretores son tomados y eliminados en cuerpos multivariantes y lisosomas.
En 1970, se divorció de su primer marido y se casó con George Palade cuando decidió tomarse un año sabático en la Universidad Rockefeller. En ese momento, era la única mujer profesora cuando fue nombrada profesora de Biología Celular. En 1973, Farquhar regresó a la Universidad de California en San Francisco, donde permaneció como profesora de biología celular y patología durante los siguientes quince años. En 1987, se unió a Palade en Yale donde se convirtió en profesora de Biología Celular y Patología. Aquí construyó un nuevo Departamento de Biología Celular en la escuela de medicina con George Palade y James D. Jamieson. Durante su estancia en Yale, la investigación de Farquhar se centró en las membranas granulares secretas que se fusionan con las membranas celulares durante la exocitosis. También identificó varios componentes glomerulares que juegan un papel en las funciones glomerulares.
En 1990, Farquhar y Palade regresaron a su hogar en California para ayudar a construir y fortalecer la biología celular y molecular en la Universidad de California, San Diego School of Medicine. Desde entonces Farquhar fue profesora de Medicina Celular y Molecular y Patología, así como presidente del Departamento de Medicina Celular y Molecular de dicha universidad. Su enfoque actual es una molécula llamada GIV que regula la migración celular en respuesta al factor de crecimiento y determina el destino de los receptores de factores de crecimiento. A lo largo de la vida de Farquhar, ella fue testigo y ayudó a guiar la evolución del campo de la biología celular.

## Investigaciones
A lo largo de la carrera de Farquhar, su laboratorio ha mantenido dos intereses de investigación: el control del tráfico de membranas intracelulares y la patogénesis molecular de las enfermedades renales autoinmunes. Sin embargo, la investigación de Farquhar abarca numerosas áreas incluyendo microscopía electrónica, secreción celular, tráfico de membranas intracelulares, y permeabilidad y patología glomerular. La investigación de Farquhar ha producido una serie de descubrimientos en la investigación biomédica básica, incluyendo los mecanismos de enfermedad renal, la organización de las funciones que unen las células entre sí, y los mecanismos de las secreciones.
Actualmente, el Laboratorio Farquhar del Departamento de Medicina Celular y Molecular de la Universidad de California en San Diego estudia las redes de señalización que regulan secreción, endocitosis, autofagia, migración celular y metástasis del cáncer. Dentro de estas redes de señalización, la investigación se centra en la interacción entre la proteína G y la señalización factor de crecimiento. Recientemente Farquhar descubrió moléculas involucradas en nuevas vías de señalización mediadas por la proteína G. Estas nuevas proteínas modulan la señalización de la proteína G y vinculan la señalización de la proteína G con el tráfico de receptores del factor de crecimiento. El objetivo a largo plazo es avanzar en la comprensión del papel de las proteínas G en la regulación de los procesos celulares en la salud y la enfermedad. La otra área de interés se centra en el podocito, o célula epitelial glomerular. La investigación actual se centra en tres proyectos. El primero es definir los mecanismos de tráfico y señalización de megalin. El segundo proyecto es definir el papel de podocalyxina en la regulación de la arquitectura podocitaria en animales normales y con enfermedad renal, (síndrome nefrótico). El último proyecto es examinar las interacciones y la patología de nefrina, una proteína que se encuentra en podocitos. El objetivo a largo plazo de estos tres proyectos es definir los mecanismos moleculares de la filtración glomerular y la absorción de proteínas en condiciones normales y patógenas.
Su investigación estuvo financiada por subvenciones del Instituto Nacional del Cáncer, la Fundación Susan Komen para la Investigación del Cáncer de Mama, y el Instituto Nacional de Diabetes, Enfermedades Digestivas y Renales.

## Premios y distinciones
- 1981 - Presidente de la Sociedad Americana de Biología Celular
- 1987 - Medalla E.B. Wilson de la Sociedad Americana de Biología Celular
- 1988 - Medalla Homero Smith de la Sociedad Americana de Nefrología
- 1987 - Medalla de Científico Distinguido de la Sociedad Americana de Microscopia Electrónica
- 1988 - Premio al Mérito de los Institutos Nacionales de Salud
- 1997 - Premio Canciller a la Excelencia en Investigación en la UCSD
- 1999 - Premio Gomori de la Sociedad Internacional de Histoquímica
- 2001 - Premio Rous-Whipple de la Sociedad Americana de Patología Investigativa
- 2006 - Premio a la Excelencia en Ciencias de la Federation of American Societies of Experimental Biology

## Selección de publicaciones
1. Farquhar, M.G. 2012. A Man for All Seasons: Reflections on the Life and Legacy of George Palade. Annu Rev Cell Dev Biol. Volume 28. In Press.
2. Ghosh, P, Garcia-Marcos, M., and M.G. Farquhar. 2011. GIV/Girdin is a rheostat that fine-tunes growth factor signals during tumor progression. Cell Adhes. Migr. 5(3):237-48.
3. García-Marcos, M., Ghosh, P., and M.G. Farquhar. 2009. GIV is a non-receptor GEF factor for Galphai with a unique motif that regulates Akt signaling. PNAS. 106(9):3178-83.
4. Head BP, Patel HH, Roth DM, Murray F, Swaney JS, Niesman IR, Farquhar MG, Insel PA. Microtubules and actin microfilaments regulate lipid raft/caveolae localization of adenylyl cyclase signaling components. J Biol Chem. 2006 Jul 3; PubMed
5. Farquhar, M. G. 2006. The glomerular basement membrane: not gone, just forgotten. J. Clin. Invest. 116:2090-2093.
6. Zhang YW, Luo WJ, Wang H, Lin P, Vetrivel KS, Liao F, Li F, Wong PC, Farquhar MG, Thinakaran G, Xu H. 2005. Nicastrin is critical for stability and trafficking but not association of other presenilin/g-secretase components. J. Biol. Chem. 280:17020-17026.
7. Lehtonen, S., Ryan, J. J, Kudlicka, K., Iino, N., Zhou, H., and M. G. Farquhar. 2005. Cell junction-associated proteins IQGAP1, MAGI-2, CASK, spectrins, and alpha-actinin are components of the nephrin multiprotein complex. Proc. Natl. Acad. Sci. 102:9814-19.
8. Head, B. P., Patel, H. H., Roth, D. M., Niesman, I. R., Farquhar, M. G. and P. A. Insel. 2005. G-protein-coupled receptor signaling components localize in both sarcolemmal and intracellular caveolin-3-associated microdomains in adult cardiac myocytes. J. Biol. Chem. 280: 31036-44.
9. Rader, K., Boyer, A. D., Farquhar, M. G., and K. C. Arden. 2000. Assignment of ankyrin repeat, family A (RFXANK-like) 2 (ANKRA2) to human chromosome 5q12-q13 by radiation hybrid mapping and somatic cell hybrid PCR. Cytogenet. Cell Genet. 89:164-165.
10. Zheng, B., Chen, D. and M.G. Farquhar. 2000. MIR16, a putative membrane glycerophosphodiester phosphodiesterase, interacts with RGS16. Proc. Natl. Acad. Sci. 97:3999-4004.
11. Farquhar, M.G. 1996. Molecular analysis of the pathologic autoimmune antigens of Heymann nephritis. Am. J. Path. 148:1331-1337.
12. Kerjaschki, D., R. Ullrich, M. Exner, R.A. Orlando and M.G. Farquhar 1996. Induction of passive Heymann nephritis with antibodies specific for synthetic peptides. J. Exp. Med. 183:2007-2016.
13. Jin, M.J., Saucan, L., Farquhar, M.G., and Palade, G.E. 1996. Rab1a and multiple other rab proteins are associated with the transcytotic pathway in rat liver. J. Biol. Chem. 271:30105-30113.